# 4659 Roddenberry
4659 Roddenberry eller 1981 EP20 är en asteroid i huvudbältet som upptäcktes den 2 mars 1981 av den amerikanska astronomen Schelte J. Bus vid Siding Spring-observatoriet. Den är uppkallad efter den amerikanske manusförfattare Gene Roddenberry, som är bäst känd för Star Trek.
Asteroiden har en diameter på ungefär 3 kilometer och den tillhör asteroidgruppen Nysa.